# زغبة شائعة
الزغبة الشائعة (الاسم العلمي: Muscardinus) هي جنس من الحيوانات تتبع الفصيلة الزغبات من رتبة القوارض.

## أنواع الزغبة الشائعة
- زغبة كستنائية